# Jerzy Węcławski
Jerzy Piotr Węcławski (ur. 29 czerwca 1953 w Lublinie) – polski ekonomista, profesor nauk ekonomicznych specjalizujący się w bankowości i rynkach finansowych, profesor Uniwersytetu Marii Curie-Skłodowskiej w Lublinie.

## Życiorys
Absolwent II Liceum Ogólnokształcącego im. Hetmana Jana Zamoyskiego w Lublinie i ekonomii na Wydziale Ekonomicznym UMCS. Stopień doktora nauk ekonomicznych otrzymał w 1981 na tymże wydziale – praca pt. Modelowa analiza podziału kompetencji w zakresie ustalania cen środków konsumpcji (promotor – Wacław Grzybowski). Stopień doktora habilitowanego nauk ekonomicznych v Wydział Ekonomiczny UMCS – na podstawie pracy – Jugosławiański system cen: między ideą a efektywnością (1988). W 1997 otrzymał tytuł profesora nauk ekonomicznych. Jest kierownikiem Katedry Bankowości i Rynków Finansowych na Wydziale Ekonomicznym UMCS. Jest również redaktorem naczelnym czasopisma "Annales UMCS, Sectio H, Oeconomia" oraz Przewodniczącym Komisji Budżetu i Finansów Senatu UMCS. Jest członkiem Centralnej Komisji do Spraw Stopni i Tytułów – Sekcji Nauk Ekonomicznych oraz ekspertem Polskiej Komisji Akredytacyjnej. Jest członkiem Komitetu Nauk o Finansach Polskiej Akademii Nauk oraz wiceprezesem Polskiego Stowarzyszenia Finansów i Bankowości. W latach 1990–1993 był prodziekanem, a w latach 1996–2002 i 2008–2012 dziekanem Wydziału Ekonomicznego UMCS. W latach 2005–2008 pozostawał prorektorem UMCS. Autor licznych publikacji z zakresu bankowości i rynków finansowych.
W 2005 został odznaczony Krzyżem Kawalerskim Orderu Odrodzenia Polski.